# 제천여자중학교
제천여자중학교(堤川女子中學校)는 대한민국 충청북도 제천시 청전동에 있는 공립 중학교이다.

## 학교 연혁
- 1942년 6월 11일 : 제천공립실과여학교 2년제 설립 인가
- 1942년 7월 3일 : 개교
- 1951년 9월 1일 : 제천여자중학교와 제천여자고등학교로 학제 개편 (3년제)
- 1976년 1월 20일 : 제천여자고등학교와 분리, 현 신축교사로 이전
- 1994년 11월 2일 : 별관 교실 6칸 증축
- 1997년 9월 8일 : 생활관(효경당) 신축
- 1999년 10월 28일 : 체육관(강당) 신축
- 2005년 9월 1일 : 본관 리모델링
- 2015년 1월 22일 : 급식소 신축
- 2024년 1월 4일 : 제78회 졸업식(185명) 연 25,391명
- 2024년 3월 1일 : 제31대 김경원 교장 취임
- 2024년 3월 4일 : 2024학년도 입학식(7학급 189명)

## 참고 자료
- 제천여자중학교 - 한국교육학술정보원 학교알리미